# Estação Freguesia do Ó
A Estação Freguesia do Ó será uma das futuras estações do Metrô de São Paulo e pertencerá à Linha 6–Laranja, que atualmente se encontra em obras. Em sua primeira fase, com 15,9 quilômetros de extensão, a Linha 6 deverá interligar o bairro da Vila Brasilândia, na Zona Norte, à Estação São Joaquim, da Linha 1–Azul.
A estação ficará localizada na confluência entre a Avenida Miguel Conejo, a Rua Bonifácio Cubas e a Travessa da Mona Lisa, no bairro de Vila Albertina, no distrito da Freguesia do Ó, Zona Norte.

## História
A Linha 6 começou a ser construída oficialmente em 22 de setembro de 2015, época em que sua entrega estava prevista para meados de 2018. Posteriormente, o governador Geraldo Alckmin prometeu a entrega da primeira fase da linha para 2020, prazo este que acabaria descartado devido a um atraso de um ano no financiamento da Caixa Econômica Federal, que seria usado para o pagamento das desapropriações. Em junho de 2016, a entrega da linha estava prevista para 2021, prazo mantido em outubro de 2017, quando o reinício das obras foi anunciado para o início de 2018.
Originalmente nos planos do Metrô de São Paulo, dois ramais sairiam a partir da Freguesia do Ó rumo à Zona Norte: o primeiro, que faz parte do trecho atual, seria o ramal até Vila Brasilândia, enquanto o segundo ramal seguiria até a Vila Nova Cachoeirinha, fazendo com que a linha operasse em um traçado em forma de Y, em que os trens passariam com destinos diferentes, utilizando um sistema semelhante ao do Metrô do Distrito Federal. Porém, o projeto do ramal até Vila Nova Cachoeirinha foi descartado, pois o Metrô contratou um estudo de uma nova linha de metrô que atenderia essa região, denominada de Linha 16.

## Demanda
A funcionalidade da estação deve-se ao fato de ela atender os corredores de transporte coletivo das avenidas Miguel Conejo e Santa Marina, importantes eixos de ligação entre a região da Vila Brasilândia e a Marginal Tietê, além do fato da estação atender à demanda lindeira por estar localizada em um bairro residencial e possuir vários estabelecimentos comerciais e equipamentos públicos nas suas redondezas, como o campus São Paulo da Universidade São Francisco, a Escola Estadual Professor Antônio Emílio Souza Penna e o Colégio Técnico Renascer E.M. Enfermagem, entre outros.

## Características
Estação enterrada com plataformas laterais, estruturas em concreto aparente e salas de apoio ao nível da superfície. Possuirá acesso para pessoas portadoras de deficiência. Terá uma área total construída de 11 560 metros quadrados e quatro andares subterrâneos, com trânsito de quinze mil usuários por dia.
| Sigla | Estação        | Inauguração              | Capacidade             | Integração               | Plataformas | Posição     | Notas                                      |
| ----- | -------------- | ------------------------ | ---------------------- | ------------------------ | ----------- | ----------- | ------------------------------------------ |
| FRE   | Freguesia do Ó | Segundo semestre de 2026 | 15 mil passageiros/dia | Bilhete Único da SPTrans | Laterais    | Subterrânea | Estação com estrutura de concreto aparente |

## Funcionamento da linha
| Linha     | Terminais                 | Estações | Conexões | Duração das viagens (min) | Intervalo entre trens (s) | Funcionamento |
| --------- | ------------------------- | -------- | --- | ------------------------- | ------------------------- | ------------- |
| 6 Laranja | Brasilândia ↔ São Joaquim | 15       | Água Branca (Linhas 3-Vermelha, 7-Rubi, 8-Diamante e 9-Esmeralda), Higienópolis-Mackenzie (Linha 4-Amarela) e São Joaquim (Linha 1-Azul) | 23                        | 75                        | Em construção |